# Microsoft Encarta
Microsoft Encarta fue una enciclopedia multimedia digital publicada por Microsoft Corporation entre 1993 y 2009. En 2008, la edición completa en inglés de Encarta Premium contenía más de 62 000 artículos, mientras que su versión en español incluía unos 43 000. Además de las entradas enciclopédicas, complementó su contenido con numerosas fotos, ilustraciones, clips de audio y de vídeo, elementos interactivos, líneas de tiempo, mapas, un atlas geográfico y herramientas para tareas estudiantiles. Estaba disponible en DVD-ROM o múltiples CD-ROMs y también tenía disponibilidad limitada, con publicidad, a contenidos web, con una suscripción anual para acceder a más contenidos.
Microsoft editó y publicó ediciones de Encarta en diversos idiomas, incluyendo el inglés, alemán, francés, español —desde 1997—, neerlandés, italiano, portugués y japonés. Sus versiones localizadas contienen materiales licenciados de fuentes locales, que produjeron diferencias entre ellas. Por ejemplo, la edición neerlandesa poseía contenido de la enciclopedia regional Winkler Prins de los Países Bajos, por lo que se denominó Encarta Winkler Prins Encyclopedie.[cita requerida]
En marzo de 2009, Microsoft anunció la discontinuación de ediciones de Encarta y de sus páginas web, que para todas sus versiones localizadas fueron cerradas el 31 de octubre de 2009, excepto la de Japón, que cerró el 31 de diciembre de 2009. El sitio web del diccionario continuó únicamente en sus versiones en inglés y francés hasta 2011.
Incluyó tres aplicaciones extra: «Mi primera Encarta» (hecha para niños), «Diccionario Encarta» y «Matemáticas de Microsoft». Este último sigue vigente desde el sitio de Windows Downloader, con la apariencia de Windows 7 y con compatibilidad.

## Historia
La Compton's Multimedia Encyclopedia lanzada en el año 1989 se considera como la primera enciclopedia «multimedia» en CD-ROM. Sin embargo, años antes, en 1985, la editorial Grolier publicaría la Academic American Encyclopedia en CD-ROM, aunque esta enciclopedia contenía únicamente texto. En 1990, la entonces denominada The New Grolier Electronic Encyclopedia (1988-1991), incluyó imágenes estáticas, dando paso a la nueva Grolier Multimedia Encyclopedia en CD-ROM a partir de 1992.
Denominada previamente con el nombre clave «Gandalf», el nombre Encarta fue creado para Microsoft Corporation por una agencia de publicidad. Microsoft inició el proyecto Encarta al adquirir derechos no exclusivos provenientes de la Enciclopedia Funk & Wagnalls e incorporar su contenido, ilustrando los 25 000 artículos con imágenes de uso libre y público y una pequeña colección de vídeos, en una primera edición lanzada en 1993. Un 40 %, aproximadamente, de los artículos eran biografías.
La editorial Funk & Wagnalls continuó publicando ediciones revisadas de su enciclopedia de forma independiente a lo que hacía Microsoft con Encarta por algunos años más, para finalmente cesar su impresión a finales de la década de 1990. Originalmente, durante la década de 1980, Microsoft realizó contactos con el equipo de la Encyclopædia Britannica, considerada estándar de oro entre las enciclopedias por más de un siglo, pero dichos contactos fueron rechazados por parte de Britannica ya que consideraron que sus ventas de medios impresos podrían verse afectadas; más adelante, su propietaria, la Fundación Benton, se vio forzada a vender con pérdidas la Encyclopædia Britannica en 1996, luego de que las ventas no pudiesen competir con Encarta y sus canales de distribución, enfocados en la inclusión de copias del software junto con la compra de equipos nuevos.
A finales de la década de 1990, Microsoft adquirió al Grupo Macmillan derechos de las obras de referencia Collier's Encyclopedia y New Merit Scholar's Encyclopedia e incorporó su contenido en Encarta. Debido a esto, Encarta podría considerarse técnicamente como sucesora de las enciclopedias Funk & Wagnalls, Collier, y New Merit Scholar ya que ninguna de estas anteriormente exitosas enciclopedias, continuaron imprimiéndose por mucho tiempo tras ser fusionadas en Encarta.
Microsoft introdujo y retiró durante el ciclo de vida del producto algunas ediciones regionales de Encarta, traducidas a muchos idiomas distintos. Por ejemplo, la versión en portugués brasileño, fue lanzada en 1999 para ser posteriormente suspendida en 2002.
En julio de 2006, Websters Multimedia, una subsidiaria de los editores Websters International de Londres y situada en Bellevue, Washington, se convirtió en la encargada de darle mantenimiento a Encarta. La última edición publicada es Encarta Premium 2009, lanzada en el mes de agosto de 2008.